# Pointes d'Oren
Les Pointes d’Oren is een rotskam op de grens van Wallis, Zwitserland en het Italiaanse Valle d'Aosta. Het hoogste punt van de kam is 3525 meter.
De rotskam heeft een lengte van ongeveer 2,5 km en loopt vanaf de Col d’Oren eerst naar het noordoosten en vervolgens naar het oosten. In de kam bevinden zich een aantal meer of minder zelfstandige toppen. De meeste van deze bergtoppen hebben geen aparte naam, alleen de toppen met een hoogtes 3497 en 3525 meter worden aangeduid als respectievelijk de Pointe W d’Oren en Pointe E d’Oren.
De hele kam, met name de noordkant, is omgeven door gletsjers. Zo voeden de firnvelden in het noorden van de kam de Glacier du Petit Mont Collon en de Glacier du Mont Collon. Ten zuiden van de kam ligt de veel kleinere Glacier d’Oren Nord.
De Pointe W d’Oren werd voor het eerste beklommen door Ettore Canzio, Felice Mondini, Nicola Vigna, Giacomo Noro op 26 augustus 1897 via de zuidwestelijke graat. Het waren Ettore Canzio, Felice Mondini en Giacomo Noro die een dag later, dus 27 augustus 1897, eveneens de Pointe E d’Oren beklommen. Er lopen een aantal routes naar de verschillende toppen van de kam, zowel vanaf de vergletsjerde noordkant als de met brokkelige rotsen bedekte zuidkant.